# Лобно-височная дегенерация
Лобно-височная дегенерация (англ. Frontotemporal lobar degeneration, FTLD) — патологический процесс, возникающий при лобно-височной деменции. Характеризуется атрофией лобных и височных долей головного мозга при сохранении теменных и затылочных долей. 
Общие протеинопатии, которые обнаруживаются при FTLD, включают накопление тау-белков и ДНК-связывающего белка TAR 43 (TDP-43). Мутации в гене C9orf72 были установлены как основной генетический вклад FTLD, хотя с ним также связаны дефекты гранулина (GRN) и белков, ассоциированных с микротрубочками (MAP).

## Классификация
На вскрытии обнаруживаются 3 основных гистологических подтипа:
- FTLD-tau характеризуется тау- положительными тельцами включения, часто называемыми тельцами Пика.[3] Примеры FTLD-tau включают; Болезнь Пика, кортикобазальная дегенерация, прогрессирующий надъядерный паралич .
- FTLD-TDP (или FTLD-U ) характеризуется наличием убиквитин- и TDP-43-положительных, тау-отрицательных, FUS- отрицательных телец включения. Патологическая гистология этого подтипа настолько разнообразна, что на основании подробных гистологических данных его подразделяют на четыре подтипа:

- Тип А представлен множеством мелких нейритов и нейрональных цитоплазматических включений в верхних (поверхностных) слоях коры. Также видны столбчатые нейрональные внутриядерные включения, их меньше.
- Тип В представлен множеством нейрональных и глиальных цитоплазматических включений как в верхних (поверхностных), так и в нижних (глубоких) слоях коры, а также в нижних двигательных нейронах. Однако внутриядерные включения нейронов встречаются редко или отсутствуют. Это часто связано с мутациями БАС и C9ORF72 (см. следующий раздел).
- Тип C представляет собой множество длинных нейритных профилей, обнаруженных в поверхностных пластинках коры, очень мало или совсем нет цитоплазматических включений нейронов, внутриядерных включений нейронов или глиальных цитоплазматических включений. Это часто связано с семантическим слабоумием .
- Тип D характеризуется множеством нейрональных внутриядерных включений и дистрофических нейритов, а также необычным отсутствием включений в зернистом клеточном слое гиппокампа . Тип D связан с мутациями VCP.
- Тип E представлен нейрональными гранулофиламентными включениями и обильными мелкими зернами, затрагивающими верхний (поверхностный) и нижний (глубокий) слои коры. Это связано с поведенческим вариантом лобно-височной деменции с быстрым клиническим течением.

Две группы независимо классифицировали различные формы расстройств, связанных с TDP-43. Обе классификации были сочтены медицинским сообществом одинаково действительными, но рассматриваемые врачи и исследователи совместно предложили компромиссную классификацию, чтобы избежать путаницы.
- FTLD-FUS ; который характеризуется FUS- позитивными цитоплазматическими включениями, внутриядерными включениями и нейритными нитями. Все они присутствуют в коре, продолговатом мозге, гиппокампе и двигательных клетках спинного мозга и XII черепного нерва .

В декабре 2021 года структура TDP-43 была расшифрована помощью крио-ЭМ. Однако вскоре после этого было заявлено, что в контексте FTLD-TDP вовлеченным белком может быть TMEM106B (который также был рашифрован с помощью крио-ЭМ). ЭМ), а не ТДП-43.

## Генетика
Были достигнуты многочисленные успехи в описании генетических причин FTLD и родственного заболевания — бокового амиотрофического склероза.
- Мутации в гене тау (известном как MAPT или тау-белок, ассоциированный с микротрубочками) могут вызывать FTLD с патологией тау (FTLD-tau).[10] В настоящее время известно более 40 мутаций.
- Мутации в гене програнулина (PGRN) могут вызывать FTLD с патологией TDP-43 (FTLD-TDP43). Пациенты с мутациями програнулина имеют убиквитин-позитивную, TDP-43-позитивную, тау-негативную патологию при вскрытии. Програнулин связан с онкогенезом при избыточном производстве, однако мутации, наблюдаемые в FTLD-TDP43, вызывают гаплонедостаточность, а это означает, что из-за повреждения одного из двух аллелей вырабатывается вдвое меньше програнулина[11]
- Мутации в гене CHMP2B связаны с редким поведенческим синдромом, сходным с bvFTLD (в основном в большой когорте Ютландии), проявляющимся тау-негативной, TDP-43- негативной, FUS- негативной, убиквитин -положительной патологией.
- Гиперморфные мутации в гене VCP вызывают TDP-43-положительную FTLD, которая связана с мультисистемной протеинопатией (MSP), также известной как IBMPFD (миопатия с тельцами включения, болезнь Педжета и лобно-височная деменция)[12]
- Гипоморфная мутация в гене VCP вызывает уникальный тип FTLD-тау, называемый вакуолярной таупатией, с нейрофибриллярными клубками и нейрональными вакуолями[13]
- Мутации в гене TDP-43 (известном как TARBP или ДНК-связывающий белок TAR) являются исключительно редкой причиной FTLD, несмотря на то, что во многих случаях этот белок присутствует в патологических включениях (FTLD-TDP43)[14]. Однако мутации в TARBP являются более распространенной причиной БАС, который может проявляться в виде лобно-височной деменции.

Мутации во всех вышеперечисленных генах вызывают очень небольшую часть спектра FTLD. Большинство случаев являются спорадическими (неизвестная генетическая причина).
- Часть случаев FTLD-TDP43 [с БАС ] показала генетическую связь с областью на хромосоме 9 (FTLD-TDP43/Ch9). Это сцепление недавно было привязано к гену C9ORF72. Две группы исследователей опубликовали идентичные результаты  в журнале Neuron в середине 2011 года, показав, что за это отвечает экспансия гексануклеотидных повторов генетической последовательности GGGGCC в интроне этого гена. Было обнаружено, что это расширение присутствует в значительной части семейных и спорадических случаев, особенно в финской популяции[15].

## Диагностика
Для диагностики применяют магнитно-резонансную томографию (МРТ) и позитронно-эмиссионную томографию (ФДГ-ПЭТ). При этом  измеряют либо атрофию, либо снижение утилизации глюкозы. Три клинических подтипа лобно-височной дегенерации, лобно-височная деменция, семантическая деменция и прогрессирующая неплавная афазия характеризуются нарушениями в определенных нейронных сетях. Первый подтип с поведенческим дефицитом, --лобно-височная деменция, -- в основном затрагивает фронтосрединную сеть, обсуждаемую в контексте социального познания. Семантическая деменция в основном связана с нижними височными полюсами и миндалевидными телами; области мозга, которые обсуждались в контексте концептуальных знаний, обработки семантической информации и социального познания, в то время как прогрессирующая неплавная афазия затрагивает всю левую лобно-височную сеть для фонологической и синтаксической обработки. 

## Лечение
В исследовании, где были включены семь РКИ с участием 243 человек, применение высоких доз окситоцина (72 МЕ) по сравнению с плацебо было связано с наибольшим улучшением нейропсихиатрических симптомов у пациентов. Пирацетам значительно ухудшал нервно-психические симптомы.
Существует мнение, что лобно-височная деменция развивается у людей с мутациями GRN из-за того, что их клетки вырабатывают меньшее количество одного важного белка по сравнению с нормальными клетками. Для решения этой проблемы были созданы препараты, увеличивающие выработку нужного белка или предохраняющие этот белок от разрушения.

## Известные примеры
Сенатор Соединенных Штатов Пит Доменичи  был известен тем, что страдал FTLD, и эта болезнь была основной причиной его  ухода на пенсию 4 октября 2007 года. Американский кинорежиссер, продюсер и сценарист Кертис Хэнсон умер в результате FTLD 20 сентября 2016 года. Британский журналист Ян Блэк умер от этой болезни 22 января 2023 года. В марте 2022 года стало известно, что у известного актёра Брюса Уиллиса обнаружена лобно-височная деменция.